# 安乐河镇
安乐河镇，是中华人民共和国陕西省汉中市宁强县下辖的一个乡镇级行政单位。

## 行政区划
安乐河镇下辖以下地区：
安乐河村、任家坝村、石垭子村、唐家河村、刘家坪村、张家坝村和八海河村。